# Książę Asturii
Książę Asturii – główny, oficjalny tytuł hiszpańskiego następcy tronu. Oprócz tytułu księcia Asturii, jako dziedzic Królestwa Kastylii, następca tronu nosi dodatkowo tytuły księcia Girony jako dziedzic Królestwa Aragonii, księcia Viany jako dziedzic Królestwa Nawarry oraz Pana na Balaguer jako dziedzic Katalonii.
Po raz pierwszy tytuł księcia Asturii został nadany następcy tronu w 1388 przez króla Jana I przy okazji ślubu jego syna Henryka z Katarzyną Lancaster.
Obecną księżniczką Asturii jest Eleonora, najstarsza córka króla Filipa VI Burbona i królowej Letycji Ortiz Rocasolano.

## Książęta Asturii
Tytuł księcia Asturii przyznawano następcom tronu Królestwa Kastylii i Leónu, a od momentu zjednoczenia z Aragonią całej Hiszpanii

### Dynastia Trastamara
| #  | Imię                 |  | Urodzony                                      | Zmarł                              | Czas rządów | Rodzice                                    | Król jako  |
| -- | -------------------- |  | --------------------------------------------- | ---------------------------------- | ----------- | ------------------------------------------ | ---------- |
| 1  | Henryk               |  | 4 października 1379 Burgos                    | 25 grudnia 1406 Toledo             | 1388–1390   | Jan I Kastylijski Eleonora Aragońska       | Henryk III |
| 2  | Jan                  |  | 6 marca 1405                                  | 20 czerwca 1454 Valladolid         | 1405–1406   | Henryk III Chorowity Katarzyna Lancaster   | Jan II     |
| 3  | Henryk               |  | 25 stycznia 1425 Valladolid                   | 11 grudnia 1474 Madryt             | 1425–1454   | Jan II Kastylijski Maria Aragońska         | Henryk IV  |
| 4  | Joanna la Beltraneja |  | 28 lutego 1462 Madryt                         | 1530 Lizbona                       | 1462–1464   | Henryk IV Bezsilny Joanna Portugalska      | –          |
| 5  | Alfons               |  | 1453                                          | 1468                               | 1464–1468   | Jan II Kastylijski Izabela Portugalska     | –          |
| 6  | Izabela              |  | 22 kwietnia 1451 Madrigal de las Altas Torres | 26 listopada 1504 Medina del Campo | 1468–1474   | Jan II Kastylijski Izabela Portugalska     | Izabela I  |
| 7  | Jan z Asturii        |  | 28 czerwca 1478 Sewilla                       | 4 października 1497 Salamanca      | 1480–1497   | Ferdynand II Katolicki Izabela I Katolicka | –          |
| 8  | Izabela z Asturii    |  | 2 października 1470 Palencia                  | 28 sierpnia 1498 Saragossa         | 1497–1498   | Ferdynand II Katolicki Izabela I Katolicka | –          |
| 9  | Michał da Paz        |  | 24 sierpnia 1498 Saragossa                    | 19 lipca 1500 Grenada              | 1498–1500   | Manuel I Szczęśliwy Izabela z Asturii      | –          |
| 10 | Joanna Szalona       |  | 6 listopada 1479 Toledo                       | 12 kwietnia 1555 Tordesillas       | 1502–1504   | Ferdynand II Katolicki Izabela I Katolicka | Joanna     |

### Habsburgowie
| #  | Imię           |  | Urodzony                    | Zmarł                     | Czas rządów | Rodzice                                     | Król jako |
| -- | -------------- |  | --------------------------- | ------------------------- | ----------- | ------------------------------------------- | --------- |
| 11 | Karol          |  | 24 lutego 1500 Gent         | 21 września 1558 Yuste    | 1504–1516   | Filip I Piękny Joanna Szalona               | Karol I   |
| 12 | Filip          |  | 21 maja 1527 Valladolid     | 13 września 1598 Escorial | 1527–1556   | Karol I Habsburg Izabela Portugalska        | Filip II  |
| 13 | Don Carlos     |  | 8 lipca 1545 Valladolid     | 24 lipca 1568 Madryt      | 1556–1568   | Filip II Habsburg Maria Manuela Portugalska | –         |
| 14 | Ferdynand      |  | 4 grudnia 1571              | 18 października 1578      | 1571–1578   | Filip II Habsburg Anna Habsburg             | –         |
| 15 | Diego          |  | 15 sierpnia 1575            | 21 listopada 1582         | 1578–1582   | Filip II Habsburg Anna Habsburg             | –         |
| 16 | Filip          |  | 14 kwietnia 1578 Madryt     | 31 marca 1621 Madryt      | 1582–1598   | Filip II Habsburg Anna Habsburg             | Filip III |
| 17 | Filip          |  | 8 kwietnia 1605 Valladolid  | 17 września 1665 Madryt   | 1605–1621   | Filip III Habsburg Małgorzata Austriaczka   | –         |
| 18 | Baltazar Karol |  | 17 października 1629 Madryt | 9 marca 1646 Saragossa    | 1629–1646   | Filip IV Habsburg Elżbieta Burbon           | –         |
| 19 | Filip Prospero |  | 5 grudnia 1657              | 1661                      | 1657–1661   | Filip IV Habsburg Marianna Habsburg         | –         |
| 20 | Karol          |  | 6 listopada 1661 Madryt     | 1 listopada 1700 Madryt   | 1661–1665   | Filip IV Habsburg Marianna Habsburg         | Karol II  |

### Burbonowie
| #  | Imię                  |  | Urodzony                      | Zmarł                                 | Czas rządów | Rodzice                                            | Król jako     |
| -- | --------------------- |  | ----------------------------- | ------------------------------------- | ----------- | -------------------------------------------------- | ------------- |
| 22 | Ludwik                |  | 25 sierpnia 1707 Madryt       | 31 sierpnia 1724 Madryt               | 1707–1724   | Filip V Burbon Maria Ludwika Sabaudzka             | Ludwik I      |
| 23 | Ferdynand             |  | 23 września 1713 Madryt       | 10 sierpnia 1759 Villaviciosa de Odon | 1724–1746   | Filip V Burbon Maria Ludwika Sabaudzka             | Ferdynand VI  |
| 24 | Karol                 |  | 11 listopada 1748 Portici     | 20 stycznia 1819 Rzym                 | 1759–1788   | Karol III Hiszpański Maria Amalia Wettyn           | Karol IV      |
| 25 | Ferdynand             |  | 14 października 1784 Escorial | 29 września 1833 Madryt               | 1788–1808   | Karol IV Hiszpański Maria Ludwika Burbon-Parmeńska | Ferdynand VII |
| 26 | Izabela               |  | 10 października 1830 Madryt   | 10 kwietnia 1904 Paryż                | 1830–1833   | Ferdynand VII Hiszpański Maria Krystyna Burbon     | Izabela II    |
| 27 | Izabela               |  | 20 grudnia 1851 Madryt        | 23 kwietnia 1931 Paryż                | 1851–1857   | Franciszek de Asís Burbon Izabela II Hiszpańska    | –             |
| 28 | Alfons                |  | 28 listopada 1857 Madryt      | 25 listopada 1885 El Pardo            | 1857–1868   | Franciszek de Asís Burbon Izabela II Hiszpańska    | Alfons XII    |
| 27 | Izabela               |  | 20 grudnia 1851 Madryt        | 23 kwietnia 1931 Paryż                | 1875–1880   | Franciszek de Asís Burbon Izabela II Hiszpańska    | –             |
| 29 | Maria de las Mercedes |  | 11 września 1880 Madryt       | 17 października 1904                  | 1880–1904   | Alfons XII Burbon Maria Krystyna Habsburżanka      | –             |
| 30 | Alfons                |  | 30 listopada 1901 Madryt      | 3 lutego 1964                         | 1904–1907   | Karol Tankred Burbon Maria de las Mercedes         | –             |
| 31 | Alfons Pio            |  | 10 maja 1907 Madryt           | 6 września 1938 Miami                 | 1907–1931   | Alfons XIII Burbon Wiktoria Eugenia Battenberg     | –             |
| 32 | Filip                 |  | 30 stycznia 1968 Madryt       |                                       | 1977–2014   | Jan Karol I Burbon Zofia Glücksburg                | Filip VI      |
| 33 | Eleonora              |  | 31 października 2005 Madryt   |                                       | od 2014     | Filip VI Burbon Letycja Ortiz Rocasolano           | –             |